# Jasna Burić
Jasna Burić (Zagreb, 31. listopada 1961.) hrvatska je novinarka i urednica na HTV-u.

## Životopis
Jasna Burić (djevojačko Ulaga) rođena je u Zagrebu 31.10.1961. godine gdje je završila osnovnu školu te Križanićevu gimnaziju s odličnim uspjehom (tadašnji Centar za kulturu i umjetnost s prosjekom 4,8 i stekla zvanje spikera). Od šeste do osamnaeste godine uspješno se bavila glumom kao članica Ansambla televizije Zagreb, gdje je glumila u brojnim radijskim i televizijskim dječjim emisijama i filmovima. U TV filmu Pseudologija Fantastika-Daška, redatelja Joakima Marušića tumačila je glavnu ulogu uz Anu Karić i Borisa Buzančića. Njezin glumački rad bio je osobito plodan tijekom gimnazijskih dana, za vrijeme angažmana u Zagrebačkom kazalištu mladih, gdje je često igrala u naslovnim ulogama s glumcima Nikom Pavlovićem, Vitomirom Lončar, Vilijem Matulom, Ninom Erak, Ivicom Zadrom i drugima.
Nakon gimnazije Jasna diplomira na Pravnom fakultetu Sveučilišta u Rijeci te 1990.godine, nakon audicije, postaje novinarka Zagrebačke panorame te Informativnog programa HTV-a. Tijekom Domovinskog rata uređivala je ratne vijesti te je bila novinarka Dnevnika, Latinice, U krupnom planu te tv projekta prvih parlementarnih izbora 1990.
U siječnju 2002. godine Jasna Burić postaje prva osoba u povijesti Hrvatske televizije koja je na dužnost glavne urednice HTV-a izabrana javnim natječajem, između brojnih kandidata (Gorana Milića, Bože Sušeca, Marije Nemčić i drugih) kada ju je izabralo tajnim glasovanjem 25 članova Vijeća HRT-a. Na toj je dužnosti bila nepune tri godine do donošenja novog Zakona o HRT-u koje je ukinulo funkciju glavnog urednika i normiralo Vijeće HRT-a u sastavu od 11 članova.
Jasna Burić je i prva doktorica znanosti iz reda novinara na HTV-u. Diplomirala je pravo na Pravnome fakultetu Sveučilišta u Rijeci. Magistrirala je, a potom i doktorirala filozofiju, grana etika na Filozofskom fakultetu D.I. u Zagrebu, u veljači 2007. godine.
Idejna je autorica TV projekata (Prometej, Hrana kao lijek, Među nama, Sa svrhom i razlogom, Znanstveno sučeljavanje i dr.). Okušala se kao redateljica i scenaristica znanstveno-popularnih filmova: Svemirsko znanstveno putovanje (2012.), CERN: U potrazi za Božjom česticom (2013.), autorica je serije Hrana kao lijek (2013.)...
Tijekom 2016. godine obnašala je dužnost vršiteljice dužnosti glavne urednice 2. kanala HTV-a te potom uređuje i vodi tjedne emisije iz znanosti Prometej u Znanstveno-obrazovnom programu HTV-a u kojemu djeluje od 1995. godine. 
Jasna Burić je volonterski obnašala i neke stručne zadaće: bila je članica Vijeća za djecu Vlade RH, članica gradskog Povjerenstva za borbu protiv nasilja te je često organizirala stručne seminare i predavanja za novinare o etici u medijima i zaštiti prava djece. 
Objavljuje znanstvene i stručne članke u domaćim i inozemnim časopisima i zbornicima, sudjeluje na međunarodnim simpozijima te je bila predavač i nositelj stručnih kolegija s područja etike, medija, kriznog komuniciranja, retorike itd. na učilištima i sveučilištima u Zagrebu i Dubrovniku.
Objavila je dvije knjige razgovora Među nama s najuglednijim imenima s prostora znanosti, kulture, obrazovanja iz zemlje i inozemstva.
- "Među nama, Jasna Burić i sugovornici", Nakladni zavod Globus, Zagreb, 2006., ISBN 953-167-191-5
- "Među nama, Jasna Burić i sugovornici", Nakladni zavod Globus, Zagreb, 2009., ISBN  978-953-167-219-1

## Vanjske poveznice
- https://obljetnica.hrt.hr/leksikon/b/buric-jasna/  Arhivirana inačica izvorne stranice od 31. siječnja 2019. (Wayback Machine)